# Mike Will Made It
Mike Will Made It spesso stilizzato come Mike WiLL Made-It, pseudonimo di Michael Len Williams II (Marietta, 23 marzo 1989), è un produttore discografico statunitense.

## Carriera
Conosciuto come artista instrumental hip hop e southern hip hop, ha incontrato il rapper Gucci Mane presso i PatchWerk Recording Studios di Atlanta. Dopo aver lavorato con Gucci Mane nel 2011, ha collaborato con altri rapper della zona di Atlanta come Future, Waka Flocka Flame e 2 Chainz.
Sempre nel 2011 ha prodotto il singolo Tupac Back di Meek Mill feat. Rick Ross. Nel dicembre di quell'anno ha pubblicato il suo primo mixtape.
Nel marzo 2012 ha iniziato a collaborare con il sito The Fader per la diffusione di alcuni lavori. Ha lavorato nuovamente con 2 Chainz per alcuni brani dell'album Based on a T.R.U. Story tra cui No Lie. Ha prodotto il singolo Bandz a Make Her Dance di Juicy J e ha coprodotto il brano Mercy del collettivo GOOD Music.
Ha fatto da produttore esecutivo dell'album Bangerz di Miley Cyrus (2013). Nel settembre 2013 ha pubblicato il singolo 23, che vede la collaborazione di Miley Cyrus, Wiz Khalifa e Juicy J. Nel 2013 ha coprodotto altri singoli e brani di successo come Pour It Up di Rihanna, Love Me di Lil Wayne, Bugatti di Ace Hood, Body Party di Ciara e We Can't Stop di Miley Cyrus.
Nel luglio 2014 ha pubblicato un altro singolo, Buy the World, a cui hanno collaborato Future, Lil Wayne e Kendrick Lamar.
Il 3 giugno del 2016, ha pubblicato un altro singolo Nothing Is Promised, dichiarando essere il primo singolo del nuovo album RANSOM2, che vede la collaborazione della cantante Rihanna.
Il 30 maggio del 2017 ha pubblicato il singolo "Perfect Pint" con cui hanno collaborato Kendrick Lamar, Gucci Mane e Rae Sremmurd

## Discografia

### Album in studio
- 2017 - Ransom 2

### Mixtape
- 2011 - Est. in 1989 (Last of a Dying Breed)
- 2012 - Est. in 1989 Pt. 2
- 2012 - Est. in 1989 Pt. 2.5
- 2013 - #MikeWiLLBeenTriLL
- 2014 - Ransom
- 2017 - Gotti Made-It (con Yo Gotti)
- 2018 - Edgewood (con Trouble)

### Colonne sonore
- 2018 - Creed II: The Album